# Olivier du Teillay
 Olivier du Teillay (mort à Vannes en 1438/1439) est un ecclésiastique breton qui fut successivement évêque de Léon de 1432 à 1436 puis  de Saint-Brieuc de 1436 à 1438/1439.

## Biographie
Olivier du Teillay ou du Tillay, originaire de Rennes, chanoine du chapitre de Nantes, puis de Saint-Malo, archidiacre de Vannes, semble être un homme apprécié de la cour pontificale où il  est également cubiculaire du Pape et réside à la curie. Il est nommé évêque de Léon par le pape Eugène IV lorsque Jean Validire est transféré sur le siège épiscopal de Vannes. Le nouvel évêque de Léon reçoit le 4 mars 1433 ses lettres l'autorisant à quitter la curie, avec un cortège d'une vingtaine de personnes, pour rejoindre le concile de Bâle. Le 9 janvier 1435 il est de retour en Bretagne et participe au conseil ducal.
Le 4 juillet 1436 le même pontife le transfère à Saint-Brieuc à la suite du décès de Hervé Huguet. Il y meurt fin 1438 ou début 1439 car il est remplacé le 27 février de cette année-là par le même Jean Prigent.